# Luiz Hildebrando
Luiz Hildebrando Pereira da Silva (Santos, 16 de setembro de 1928 — São Paulo, 24 de setembro de 2014) foi um parasitologista, pesquisador e professor universitário brasileiro. 
Grande oficial da Ordem Nacional do Mérito Científico, membro titular da Academia Brasileira de Ciências, Luiz é considerado um dos maiores especialistas do mundo em malária. Foi pesquisador honorário da Fiocruz e fundador do Instituto de Pesquisa em Patologias Tropicais (Ipepatro), que se transformou na Fiocruz Rondônia.

## Biografia
Luiz Hildebrando nasceu em Santos, em 1928. Aos 15 anos ingressou no Partido Comunista Brasileiro (PCB), inspirado pelo heroísmo de Gueorgui Júkov e pelo papel da União Soviética na luta contra o nazismo. Formou-se em medicina pela Universidade de São Paulo em 1953, onde posteriormente em 1960 obteve seu título de doutor sob a orientação de Samuel Pessoa, também comunista e pioneiro nos estudos epidemiológicos em comunidades rurais brasileiras. Assumiu o cargo professor de parasitologia da Faculdade de Medicina da USP em 1956, onde colaborou ativamente com Ferreira Fernandes. Devido à sua ativa militância política, foi preso após o Golpe de Estado no Brasil em 1964 e demitido da USP com o AI-1.
Partiu para França, onde assumiu a posição de pesquisador junto ao Centre national de la recherche scientifique (CNRS), trabalhando no Instituto Pasteur sob a supervisão de François Jacob. Em 1968, Luiz Hildebrando retornou ao Brasil para assumir o cargo de professor na Faculdade de Medicina de Ribeirão Preto, mas em 1969 foi novamente impedido de exercer suas atividades pelo AI-5. Em seguida, Hildebrando retornou à França onde trabalhou até sua aposentadoria em 1996. Após retornar ao Brasil em 1990, continuou as suas atividades junto à USP e na Universidade Federal de Rondônia (UNIR). No mesmo ano ele publicou um livro de memórias chamado "O Fio da Meada", onde faz relatos de sua dupla carreira enquanto cientista e comunista.

## Morte
Luiz Hildebrando morreu em 24 de setembro de 2014, na capital paulista, aos 86 anos, em decorrência de uma pneumonia.

## Publicações
Ao longo de sua carreira científica, publicou mais de 150 artigos, além de três livros:
- O fio da meada (Brasiliense, 1980)
- Crônicas de nossa época (Paz e Terra, 2001)
- Crônicas subversivas de um cientista (Vieira e Lent, 2012)

## Prêmios
Na área de ciências biológicas, foi agraciado pela Ordem Nacional do Mérito Científico com a classe Grã-Cruz. Também foi agraciado com a Ordem do Ipiranga, classe Grande Oficial, pelo Governo do Estado de São Paulo.